# Marionina apora
Marionina apora är en ringmaskart som först beskrevs av Stephenson 1925.  Marionina apora ingår i släktet Marionina och familjen småringmaskar. Inga underarter finns listade i Catalogue of Life.